# Список Героев Советского Союза (Матросов — Мельнов)
В настоящем списке представлены в алфавитном порядке все Герои Советского Союза, чьи фамилии начинаются с буквы «М» (всего 943 человека, из них девять удостоены звания дважды). Список содержит даты Указов Президиума Верховного Совета СССР о присвоении звания, информацию о роде войск, должности и воинском звании Героев на дату представления к присвоению звания Героя Советского Союза, годах их жизни.
Ударения в фамилиях Героев приведены по книге «Герои Советского Союза: Краткий биографический словарь / Пред. ред. коллегии И. Н. Шкадов. — М.: Воениздат, 1988. — Т. 2 /Любов — Ящук/. — 863 с. — 100 000 экз. — ISBN 5-203-00536-2.».
- Персиковым цветом  в таблице выделены Герои, удостоенные звания дважды и более раз.
- Серым цветом  в таблице выделены Герои, представленные к званию посмертно.

| Навигационная таблица | Навигационная таблица              |
| --------------------- | ---------------------------------- |
| «М»                   | Магерамов Мелик — Малка Иван       |
| «М»                   | Малков Георгий — Марков Александр  |
| «М»                   | Марков Алексей — Матросов Алексей  |
| «М»                   | Матросов Вадим — Мельнов Иван      |
| «М»                   | Меляков Василий — Миронов Леонид   |
| «М»                   | Миронов Михаил — Могильчак Иван    |
| «М»                   | Модин Борис — Москалёв Николай     |
| «М»                   | Москаленко Георгий — Мячин Василий |

| № п/п | Фамилия Имя Отчество                                                   | Дата Указа | Род войск    | Должность | Звание                                 | Годы жизни                                 | БС ГС НЛ                        |
| ----- | ---------------------------------------------------------------------- | ---------- | ------------ | --- | -------------------------------------- | ------------------------------------------ | ------------------------------- |
| 350   | Матро́сов Вадим Александрович                                           | 26.02.1982 | генерал      | начальник Главного управления пограничных войск — начальник пограничных войск КГБ СССР | генерал армии                          | 13.10.1917 — 06.03.1999                    | ——                              |
| 351   | Матру́нчик Иосиф Васильевич бел. Матрунчык Іосіф Васілевіч              | 20.05.1940 | авиация      | командир эскадрильи 18-го скоростного бомбардировочного авиационного полка ВВС 15-й армии | капитан                                | 21.01.1903 — 09.05.1945                    | [ БС 1 ] [ ГС 2 ] [ НЛ 1 ]      |
| 352   | Ма́тузов Клим Григорьевич                                               | 15.04.1940 | комиссар     | политрук роты 15-го стрелкового полка 49-й стрелковой дивизии 13-й армии Северо-Западного фронта | красноармеец                           | 15.04.1911 — 20.03.1943                    | [ БС 1 ] [ ГС 3 ] [ НЛ 2 ]      |
| 353   | Ма́тушкин Лев Алексеевич                                                | 16.02.1982 | адмирал      | командующий 3-й флотилией атомных подводных лодок Северного флота | вице-адмирал                           | 17.02.1927 — 02.05.2014                    | ——                              |
| 354   | Матю́гин Иван Максимович                                                | 30.10.1943 | пехота       | командир 43-го стрелкового полка 106-й стрелковой дивизии 65-й армии Центрального фронта | подполковник                           | 09.10.1907 — 15.10.1943                    | [ БС 2 ] [ ГС 5 ] [ НЛ 3 ]      |
| 355   | Матю́к Арсентий Васильевич укр. Матюк Арсеній Васильович                | 15.01.1944 | пехота       | стрелок 234-го гвардейского стрелкового полка 76-й гвардейской стрелковой дивизии 61-й армии Центрального фронта | гвардии красноармеец                   | 1914 — 12.07.1974                          | [ БС 3 ] [ ГС 6 ] [ НЛ 4 ]      |
| 356   | Матю́нин Михаил Григорьевич                                             | 13.09.1944 | пехота       | командир пулемётного отделения моторизированного батальона автоматчиков 11-й гвардейской отдельной танковой бригады 2-й танковой армии 2-го Украинского фронта                                                                            | гвардии старший сержант                | 24.09.1922 — 26.12.1964                    | [ БС 3 ] [ ГС 7 ] [ НЛ 5 ]      |
| 357   | Матю́х Павел Иванович укр. Матюх Павло Іванович                         | 01.11.1943 | пехота       | помощник командира взвода 366-го стрелкового полка 126-й стрелковой дивизии 51-й армии 4-го Украинского фронта | старшина                               | 17.12.1911 — 09.08.1980                    | [ БС 3 ] [ ГС 8 ] [ НЛ 6 ]      |
| 358   | Матю́хин Григорий Иванович                                              | 22.07.1944 | морской флот | старшина группы мотористов торпедного катера 1-го гвардейского дивизиона торпедных катеров 1-й бригады торпедных катеров Балтийского флота                                                                                                | гвардии главный старшина               | 24.02.1915 — 12.06.1992                    | [ БС 3 ] [ ГС 9 ] [ НЛ 7 ]      |
| 359   | Матю́шев Алексей Дмитриевич бел. Мацюшоў Аляксей Дзмітрыевіч            | 04.06.1944 | пехота       | начальник штаба 940-го стрелкового полка 262-й стрелковой дивизии 43-й армии Калининского фронта | майор                                  | 21.03.1916 — 19.09.1943                    | [ БС 3 ] [ ГС 10 ] [ НЛ 8 ]     |
| 360   | Матю́шкин Василий Ефимович                                              | 15.01.1944 | пехота       | разведчик 543-й отдельной разведывательной роты 55-й стрелковой дивизии 61-й армии Центрального фронта | красноармеец                           | 17.02.1921 — 05.10.1943                    | [ БС 3 ] [ ГС 11 ] [ НЛ 9 ]     |
| 361   | Матю́щенко Пётр Афанасьевич укр. Матющенко Петро Опанасович             | 15.05.1946 | артиллерия   | командир орудия 65-го гвардейского артиллерийского полка 36-й гвардейской стрелковой дивизии 7-й гвардейской армии 2-го Украинского фронта                                                                                                | старший сержант                        | 1918 — 26.01.1945                          | [ БС 4 ] [ ГС 12 ] [ НЛ 10 ]    |
| 362   | Матя́шин Николай Николаевич                                             | 24.03.1945 | пехота       | пулемётчик 925-го стрелкового полка 249-й стрелковой дивизии 8-й армии Ленинградского фронта | младший сержант                        | 09.05.1922 — 23.08.1988                    | [ БС 5 ] [ ГС 13 ] [ НЛ 11 ]    |
| 363   | Маха́лин Алексей Ефимович                                               | 25.10.1938 | пограничник  | помощник начальника заставы «Пакшекори» Посьетского пограничного отряда Дальневосточного пограничного округа | лейтенант                              | 17.03.1908 — 29.07.1938                    | ——                              |
| 364   | Маха́лин Владимир Николаевич                                            | 16.09.1957 | авиация      | лётчик-испытатель Опытно-конструкторского бюро П. О. Сухого | подполковник                           | 02.02.1921 — 30.10.1983                    | ——                              |
| 365   | Маха́лов Сергей Фёдорович                                               | 29.06.1945 | артиллерия   | наводчик орудия 518-го стрелкового полка 129-й стрелковой дивизии 3-й армии 3-го Белорусского фронта | сержант                                | 03.09.1925 — 01.01.1978                    | [ БС 5 ] [ ГС 16 ] [ НЛ 12 ]    |
| 366   | Маханёв Максим Игнатьевич                                              | 17.10.1943 | пехота       | помощник командира взвода 705-го стрелкового полка 121-й стрелковой дивизии 60-й армии Воронежского фронта | старший сержант                        | 20.01.1918 — 22.06.1987                    | [ БС 5 ] [ ГС 17 ] [ НЛ 13 ]    |
| 367   | Махи́ня Павел Евменович укр. Махиня Павло Євменович                     | 25.09.1944 | артиллерия   | командир орудия 333-го артиллерийского полка 152-й стрелковой дивизии 28-й армии 1-го Белорусского фронта | старший сержант                        | 10.03.1919 — 07.01.1993                    | [ БС 5 ] [ ГС 18 ] [ НЛ 14 ]    |
| 368   | Махму́дов Джура узб. Mahmudov Joʻra                                     | 27.02.1945 | кавалерия    | командир расчёта станкового пулемёта 57-го гвардейского кавалерийского полка 15-й гвардейской кавалерийской дивизии 7-го гвардейского кавалерийского корпуса 1-го Белорусского фронта                                                     | гвардии сержант                        | 16.06.1915 — 09.01.1987                    | [ БС 6 ] [ ГС 19 ] [ НЛ 15 ]    |
| 369   | Махму́дов Рожан (Махмудов Равшан Махмудович) узб. Mahmudov Ravshan      | 15.01.1944 | пехота       | стрелок 1323-го стрелкового полка 415-й стрелковой дивизии 61-й армии Центрального фронта | красноармеец                           | 1925 — 27.09.1943                          | [ БС 6 ] [ ГС 20 ] [ НЛ 16 ]    |
| 370   | Махнёв Алексей Григорьевич                                             | 29.03.1944 | артиллерия   | наводчик орудия 1330-го истребительно-противотанкового артиллерийского полка 3-й отдельной истребительно-противотанковой артиллерийской бригады РГК в составе 33-й армии Западного фронта                                                 | сержант                                | 23.02.1921 — 10.12.1984                    | [ БС 6 ] [ ГС 21 ] [ НЛ 17 ]    |
| 371   | Ма́хов Николай Фёдорович                                                | 15.01.1944 | пехота       | командир отделения 237-го гвардейского стрелкового полка 76-й гвардейской стрелковой дивизии 61-й армии Центрального фронта | гвардии сержант                        | 03.03.1921 — 18.10.1943                    | [ БС 6 ] [ ГС 22 ] [ НЛ 18 ]    |
| 372   | Махо́рин Иван Фёдорович                                                 | 15.01.1944 | пехота       | наводчик станкового пулемёта 25-го гвардейского стрелкового полка 6-й гвардейской стрелковой дивизии 13-й армии Центрального фронта | гвардии сержант                        | 09.03.1916 — 12.02.1997                    | [ БС 6 ] [ ГС 23 ] [ НЛ 19 ]    |
| 373   | Махо́та Иван Григорьевич                                                | 15.01.1944 | танкист      | командир роты средних танков Т-34 108-й танковой бригады 9-го танкового корпуса 65-й армии Белорусского фронта | старший лейтенант                      | 09.07.1918 — 21.10.1943                    | [ БС 6 ] [ ГС 24 ] [ НЛ 20 ]    |
| 374   | Махо́тин Борис Владимирович                                             | 27.08.1943 | пехота       | командир отделения пулемётной роты 199-го гвардейского стрелкового полка 67-й гвардейской стрелковой дивизии 6-й гвардейской армии Воронежского фронта                                                                                    | гвардии старшина                       | 24.02.1921 — 31.12.1976                    | [ БС 6 ] [ ГС 25 ] [ НЛ 21 ]    |
| 375   | Махри́нов Григорий Фёдорович                                            | 15.05.1946 | авиация      | командир звена 72-го отдельного разведывательного авиационного полка 16-й воздушной армии 1-го Белорусского фронта | капитан                                | 15.02.1921 — 18.01.1992                    | [ БС 6 ] [ ГС 26 ] [ НЛ 22 ]    |
| 376   | Махро́в Алексей Григорьевич                                             | 10.03.1944 | танкист      | командир роты средних танков 181-й танковой бригады 18-го танкового корпуса 5-й гвардейской танковой армии 2-го Украинского фронта | лейтенант                              | 07.11.1919 — 16.01.1979                    | [ БС 7 ] [ ГС 27 ] [ НЛ 23 ]    |
| 377   | Мац Григорий Зельманович                                               | 17.05.1944 | артиллерия   | командир батареи 8-го отдельного гвардейского воздушно-десантного истребительно-противотанкового дивизиона 7-й гвардейской воздушно-десантной дивизии 52-й армии 2-го Украинского фронта                                                  | гвардии старший лейтенант              | 02.01.1920 — 11.10.1977                    | [ БС 8 ] [ ГС 28 ] [ НЛ 24 ]    |
| 378   | Маца́к Иван Макарович укр. Мацак Іван Макарович                         | 10.01.1944 | танкист      | механик-водитель танка 288-го танкового батальона 52-й гвардейской танковой бригады 6-го гвардейского танкового корпуса 3-й гвардейской танковой армии Воронежского фронта                                                                | гвардии старшина                       | 07.11.1909 — 25.10.1953                    | [ БС 8 ] [ ГС 29 ] [ НЛ 25 ]    |
| 379   | Мацапу́ра Сергей Степанович укр. Мацапура Сергій Степанович             | 27.02.1945 | танкист      | механик-водитель танка 49-й гвардейской танковой бригады 2-го гвардейского танкового корпуса 2-й гвардейской танковой армии 1-го Белорусского фронта                                                                                      | гвардии старшина                       | 15.02.1919 — 17.03.1998                    | [ БС 8 ] [ ГС 30 ] [ НЛ 26 ]    |
| 380   | Мацие́вич Василий Антонович укр. Мацієвич Василь Антонович              | 14.02.1943 | авиация      | командир эскадрильи 26-го истребительного авиационного полка 7-го истребительного авиационного корпуса Войск ПВО | капитан                                | 13.04.1913 — 10.09.1981                    | [ БС 8 ] [ ГС 31 ] [ НЛ 27 ]    |
| 381   | Мацке́вич Игнатий Викентьевич бел. Мацкевіч Ігнацій Вікенцьевіч         | 16.10.1943 | пехота       | командир роты 109-го стрелкового полка 74-й стрелковой дивизии 13-й армии Центрального фронта | лейтенант                              | 28.05.1912 — 26.09.1943                    | [ БС 8 ] [ ГС 32 ] [ НЛ 28 ]    |
| 382   | Мацы́гин Пётр Иванович                                                  | 10.01.1944 | пехота       | командир батальона 197-го стрелкового полка 99-й стрелковой дивизии 1-й гвардейской армии 1-го Украинского фронта | старший лейтенант                      | 22.07.1921 — 20.01.1986                    | [ БС 8 ] [ ГС 33 ] [ НЛ 29 ]    |
| 383   | Ма́чин Михаил Григорьевич                                               | 29.05.1945 | генерал      | командир 5-го истребительного авиационного корпуса 2-й воздушной армии 1-го Украинского фронта | генерал-майор авиации                  | 21.10.1907 — 07.02.1995                    | [ БС 8 ] [ ГС 34 ] [ НЛ 30 ]    |
| 384   | Ма́чнев Афанасий Гаврилович                                             | 24.08.1943 | авиация      | командир эскадрильи 566-го штурмового авиационного полка 224-й штурмовой авиационной дивизии 1-й воздушной армии Западного фронта | старший лейтенант                      | 19.02.1918 — 10.05.1991                    | [ БС 9 ] [ ГС 35 ] [ НЛ 31 ]    |
| 385   | Мачуле́нко Антон Семёнович укр. Мачуленко Антон Семенович               | 27.06.1945 | пехота       | командир мотострелкового батальона 70-й механизированной бригады 9-го механизированного корпуса 3-й гвардейской танковой армии 1-го Украинского фронта                                                                                    | капитан                                | 28.07.1918 — 20.09.1994                    | [ БС 10 ] [ ГС 36 ] [ НЛ 32 ]   |
| 386   | Мачу́льский Роман Наумович бел. Мачульскі Раман Навумавіч               | 01.01.1944 | партизан     | один из организаторов партизанской борьбы в Белоруссии, командир партизанского соединения Борисовско-Бегомльской зоны | —                                      | 30.11.1903 — 26.04.1990                    | [ БС 10 ] [ ГС 37 ] [ НЛ 33 ]   |
| 387   | Машако́в Александр Родионович                                           | 22.02.1944 | десантники   | командир роты автоматчиков 29-го гвардейского воздушно-десантного полка 7-й гвардейской воздушно-десантной дивизии 4-й гвардейской армии Воронежского фронта                                                                              | гвардии капитан                        | 05.05.1914 — 02.10.1943                    | [ БС 10 ] [ ГС 38 ] [ НЛ 34 ]   |
| 388   | Маша́нин Григорий Михайлович                                            | 29.06.1945 | авиация      | командир звена 6-го гвардейского отдельного штурмового авиационного полка 3-й воздушной армии 3-го Белорусского фронта | гвардии лейтенант                      | 13.02.1919 — 26.05.1988                    | [ БС 10 ] [ ГС 39 ] [ НЛ 35 ]   |
| 389   | Маше́ров Пётр Миронович бел. Машэраў Пётр Міронавіч                     | 15.08.1944 | партизан     | активный участник партизанской борьбы в Белоруссии, первый секретарь Вилейского подпольного обкома комсомола Белорусской ССР и комиссар партизанской бригады имени К. К. Рокоссовского                                                    | —                                      | 13.02.1918 — 04.10.1980                    | [ БС 10 ] [ ГС 40 ] [ НЛ 36 ]   |
| 390   | Ма́шин Митрофан Андреевич                                               | 24.03.1945 | артиллерия   | командир батареи 500-го армейского миномётного полка 54-й армии 3-го Прибалтийского фронта | старший лейтенант                      | 25.04.1921 — 27.07.1944                    | [ БС 10 ] [ ГС 41 ] [ НЛ 37 ]   |
| 391   | Ма́шинцев Михаил Савельевич                                             | 06.04.1945 | пехота       | командир батальона 551-го стрелкового полка 49-й стрелковой дивизии 33-й армии 1-го Белорусского фронта | майор                                  | 18.12.1909 — 29.05.1973                    | [ БС 11 ] [ ГС 42 ] [ НЛ 38 ]   |
| 392   | Маши́рь Иван Васильевич укр. Машир Іван Васильович                      | 01.11.1943 | артиллерия   | командир огневого взвода батареи 45-мм пушек 382-го стрелкового полка 84-й стрелковой дивизии 53-й армии Степного фронта | старший сержант                        | 16.08.1910 — 09.01.1981                    | [ БС 12 ] [ ГС 43 ] [ НЛ 39 ]   |
| 393   | Машка́рин Иван Николаевич                                               | 24.03.1945 | танкист      | командир 432-го танкового батальона 101-й танковой бригады 19-го танкового корпуса 4-го Украинского фронта | майор                                  | 15.12.1921 — 11.04.1944                    | [ БС 12 ] [ ГС 44 ] [ НЛ 40 ]   |
| 394   | Машка́уцан Шабса Менделевич                                             | 27.06.1945 | артиллерия   | наводчик орудия 530-го армейского истребительно-противотанкового артиллерийского полка 28-й армии 1-го Украинского фронта | младший сержант                        | 06.01.1924 — 19.09.2022                    | [ БС 12 ] [ ГС 45 ] [ НЛ 41 ]   |
| 395   | Машко́в Алексей Захарович                                               | 29.10.1943 | артиллерия   | командир батареи 899-го артиллерийского полка 337-й стрелковой дивизии 40-й армии Воронежского фронта | старший лейтенант                      | 20.07.1921 — 27.09.1996                    | [ БС 12 ] [ ГС 46 ] [ НЛ 42 ]   |
| 396   | Машко́в Игорь Анатольевич                                               | 22.02.1944 | пехота       | стрелок 182-го гвардейского стрелкового полка 62-й гвардейской стрелковой дивизии 37-й армии Степного фронта | гвардии красноармеец                   | 23.02.1924 — 06.05.1961                    | [ БС 12 ] [ ГС 47 ] [ НЛ 43 ]   |
| 397   | Машко́в Николай Васильевич                                              | 07.04.1940 | танкист      | старший механик-водитель танка 398-го отдельного танкового батальона 50-й стрелковой дивизии 13-й армии Северо-Западного фронта | младший комвзвод                       | 1916 — 11.02.1940                          | [ БС 12 ] [ ГС 48 ] [ НЛ 44 ]   |
| 398   | Машко́в Роман Спиридонович                                              | 24.03.1945 | пехота       | командир взвода разведки 5-й мотострелковой бригады 5-го танкового корпуса 2-го Прибалтийского фронта | лейтенант                              | 24.09.1922 — 22.07.1971                    | [ БС 12 ] [ ГС 49 ] [ НЛ 45 ]   |
| 399   | Машко́вский Степан Филиппович укр. Машковський Степан Пилипович         | 10.09.1941 | авиация      | командир эскадрильи 184-го истребительного авиационного полка 11-й смешанной авиационной дивизии Брянского фронта | старший лейтенант                      | 10.12.1914 — 18.03.1958                    | ——                              |
| 400   | Машко́вцев Борис Вячеславович                                           | 22.07.1966 | авиация      | лётчик-испытатель Казанского авиационного завода | полковник                              | 09.07.1922 — 23.11.1973                    | ——                              |
| 401   | Маштако́в Павел Семёнович                                               | 24.03.1945 | артиллерия   | командир орудия 146-го гвардейского артиллерийско-миномётного полка 14-й гвардейской кавалерийской дивизии 7-го гвардейского кавалерийского корпуса 1-го Белорусского фронта                                                              | гвардии старший сержант                | 19.05.1920 — 09.08.2012                    | [ БС 14 ] [ ГС 52 ] [ НЛ 46 ]   |
| 402   | Маю́ров Иван Иванович                                                   | 08.09.1945 | артиллерия   | начальник разведки артиллерийского дивизиона 65-го артиллерийского полка 2-й армии 2-го Дальневосточного фронта | лейтенант                              | 26.10.1918 — 29.05.2000                    | [ БС 14 ] [ ГС 53 ] [ НЛ 47 ]   |
| 403   | Мая́кин Алексей Степанович                                              | 19.04.1945 | пехота       | командир взвода пешей разведки 878-го стрелкового полка 290-й стрелковой дивизии 3-й армии 3-го Белорусского фронта | старший лейтенант                      | 30.03.1919 — 02.03.2003                    | [ БС 14 ] [ ГС 54 ] [ НЛ 48 ]   |
| 404   | Мебагишви́ли Карл Александрович груз. მებაგიშვილი კარლ                  | 29.06.1945 | авиация      | командир звена 74-го гвардейского штурмового авиационного полка 1-й гвардейской штурмовой авиационной дивизии 1-й воздушной армии 3-го Белорусского фронта                                                                                | гвардии лейтенант                      | 16.03.1920 — 23.06.1949                    | [ БС 14 ] [ ГС 55 ] [ НЛ 49 ]   |
| 405   | Мебш Михаил Павлович (Мевш Михаил Павлович) укр. Мевш Михайло Павлович | 20.04.1945 | морской флот | разведчик взвода разведки 384-го отдельного батальона морской пехоты Одесской военно-морской базы Черноморского флота | краснофлотец                           | 25.05.1921 — 27.03.1944                    | [ БС 14 ] [ ГС 56 ] [ НЛ 50 ]   |
| 406   | Ме́гер Павел Власович                                                   | 03.02.1940 | —            | судовой кок ледокольного парохода «Георгий Седов» Главного управления Северного морского пути | —                                      | 27.05.1912 — 21.01.1942                    | ——                              |
| 407   | Медве́дев Александр Егорович                                            | 16.10.1943 | пехота       | командир орудия 4-го гвардейского стрелкового полка 6-й гвардейской стрелковой дивизии 13-й армии Центрального фронта | гвардии сержант                        | 29.08.1911 — 21.05.1986                    | [ БС 15 ] [ ГС 58 ] [ НЛ 51 ]   |
| 408   | Медве́дев Александр Иванович                                            | 29.06.1945 | инженер      | моторист катера 87-го отдельного моторизированного понтонно-мостового батальона 65-й армии 2-го Белорусского фронта | красноармеец                           | 21.12.1914 — 10.09.1978                    | [ БС 15 ] [ ГС 59 ] [ НЛ 52 ]   |
| 409   | Медве́дев Александр Николаевич                                          | 18.08.1945 | авиация      | штурман 122-го гвардейского бомбардировочного авиационного полка 3-й гвардейской бомбардировочной авиационной дивизии 3-й воздушной армии 1-го Прибалтийского фронта                                                                      | гвардии майор                          | 23.11.1918 — 28.05.1984                    | [ БС 15 ] [ ГС 60 ] [ НЛ 53 ]   |
| 410   | Медве́дев Виктор Александрович                                          | 15.05.1946 | авиация      | командир звена 79-го гвардейского штурмового авиационного полка 2-й гвардейской штурмовой авиационной дивизии 16-й воздушной армии 1-го Белорусского фронта                                                                               | гвардии майор                          | 21.02.1922 — 07.01.1984                    | [ БС 15 ] [ ГС 61 ] [ НЛ 54 ]   |
| 411   | Медве́дев Виктор Иванович                                               | 22.02.1944 | пехота       | командир отделения 216-го гвардейского стрелкового полка 79-й гвардейской стрелковой дивизии 8-й гвардейской армии 3-го Украинского фронта                                                                                                | гвардии сержант                        | 12.04.1922 — 26.08.1968                    | [ БС 15 ] [ ГС 62 ] [ НЛ 55 ]   |
| 412   | Медве́дев Гавриил Николаевич                                            | 24.03.1945 | пехота       | командир пулемётного расчёта пулемётной роты 336-го стрелкового полка 5-й стрелковой дивизии 3-й армии 2-го Белорусского фронта | старший сержант                        | 06.04.1918 — 28.12.1979                    | [ БС 15 ] [ ГС 63 ] [ НЛ 56 ]   |
| 413   | Медве́дев Дмитрий Александрович                                         | 15.05.1946 | авиация      | командир 486-го истребительного авиационного полка 279-й истребительной авиационной дивизии 3-го гвардейского штурмового авиационного корпуса 5-й воздушной армии 2-го Украинского фронта                                                 | подполковник                           | 21.09.1918 — 26.11.1992                    | [ БС 16 ] [ ГС 64 ] [ НЛ 57 ]   |
| 414   | Медве́дев Дмитрий Николаевич                                            | 05.11.1944 | нквд         | командир партизанского разведывательно-диверсионного отряда «Победители» | полковник государственной безопасности | 22.08.1898 — 14.12.1954                    | ——                              |
| 415   | Медве́дев Иван Петрович                                                 | 22.07.1944 | пехота       | помощник командира взвода 1124-го стрелкового полка 334-й стрелковой дивизии 43-й армии 1-го Прибалтийского фронта | младший сержант                        | 18.10.1924 — 11.06.1998                    | [ БС 17 ] [ ГС 66 ] [ НЛ 58 ]   |
| 416   | Медве́дев Илья Петрович                                                 | 24.03.1945 | пехота       | помощник командира взвода пешей разведки 616-го стрелкового полка 194-й стрелковой дивизии 48-й армии 1-го Белорусского фронта | старший сержант                        | 16.06.1912 — 05.02.1945 (пропал без вести) | [ БС 17 ] [ ГС 67 ] [ НЛ 59 ]   |
| 417   | Медве́дев Михаил Михайлович                                             | 26.10.1943 | инженер      | сапёр 89-го гвардейского отдельного сапёрного батальона 78-й гвардейской стрелковой дивизии 7-й гвардейской армии Степного фронта | гвардии ефрейтор                       | 15.08.1923 — 22.10.1977                    | [ БС 17 ] [ ГС 68 ] [ НЛ 60 ]   |
| 418   | Медве́дев Николай Яковлевич                                             | 20.04.1945 | морской флот | номерной роты противотанковых ружей 384-го отдельного батальона морской пехоты Одесской военно-морской базы Черноморского флота | краснофлотец                           | 04.12.1922 — 17.10.1985                    | [ БС 17 ] [ ГС 69 ] [ НЛ 61 ]   |
| 419   | Медве́дев Сергей Иванович                                               | 04.02.1943 | артиллерия   | командир огневого взвода 1-й батареи артиллерийского полка 1-й истребительной бригады 7-й истребительной дивизии 6-й армии Юго-Западного фронта                                                                                           | старший сержант                        | 12.11.1912 — 22.06.1942                    | [ БС 17 ] [ ГС 70 ] [ НЛ 62 ]   |
| 420   | Медве́дь Иван Федосеевич укр. Медвідь Іван Федосійович                  | 10.04.1945 | танкист      | командир танкового батальона 93-й отдельной танковой бригады 6-го гвардейского механизированного корпуса 4-й танковой армии 1-го Украинского фронта                                                                                       | капитан                                | 12.11.1918 — 16.03.1945                    | [ БС 17 ] [ ГС 71 ] [ НЛ 63 ]   |
| 421   | Медве́цкий Николай Васильевич укр. Медвецький Микола Васильович         | 24.03.1945 | артиллерия   | химинструктор батареи 569-го истребительно-противотанкового артиллерийского полка 17-й истребительно-противотанковой артиллерийской бригады РГК в составе 43-й армии 1-го Прибалтийского фронта                                           | старшина                               | 1917 — 11.07.1944                          | [ БС 18 ] [ ГС 72 ] [ НЛ 64 ]   |
| 422   | Ме́дин Николай Михайлович                                               | 10.01.1944 | пехота       | командир роты 29-го стрелкового полка 38-й стрелковой дивизии 40-й армии Воронежского фронта | лейтенант                              | 07.08.1924 — 04.02.2007                    | [ БС 19 ] [ ГС 73 ] [ НЛ 65 ]   |
| 423   | Медноно́гов Вячеслав Александрович                                      | 18.08.1945 | авиация      | лётчик 783-го штурмового авиационного полка 199-й штурмовой авиационной дивизии 4-го штурмового авиационного корпуса 4-й воздушной армии 2-го Белорусского фронта                                                                         | младший лейтенант                      | 07.01.1924 — 05.02.1997                    | [ БС 19 ] [ ГС 74 ] [ НЛ 66 ]   |
| 424   | Медяко́в Михаил Денисович                                               | 19.04.1945 | артиллерия   | командир орудия 89-го артиллерийского полка 62-й стрелковой дивизии 31-й армии 3-го Белорусского фронта | старший сержант                        | 28.12.1923 — 07.11.2005                    | [ БС 19 ] [ ГС 75 ] [ НЛ 67 ]   |
| 425   | Ме́йлус Иван Игнатьевич укр. Мейлус Іван Гнатович                       | 23.02.1945 | авиация      | штурман 958-го штурмового авиационного полка 280-й смешанной авиационной дивизии 14-й воздушной армии 3-го Прибалтийского фронта | капитан                                | 15.08.1913 — 20.07.1987                    | [ БС 19 ] [ ГС 76 ] [ НЛ 68 ]   |
| 426   | Ме́клин Наталья Фёдоровна (Меклин Наталия Фёдоровна)                    | 23.02.1945 | авиация      | старший лётчик 46-го гвардейского ночного бомбардировочного авиационного полка 325-й ночной бомбардировочной авиационной дивизии 4-й воздушной армии 2-го Белорусского фронта                                                             | гвардии лейтенант                      | 08.09.1922 — 05.06.2005                    | [ БС 19 ] [ ГС 77 ] [ НЛ 69 ]   |
| 427   | Мела́х Ефим Львович                                                     | 04.02.1944 | авиация      | командир звена 47-го гвардейского отдельного авиационного полка дальних разведчиков Главного командования ВВС Красной Армии | гвардии капитан                        | 26.07.1918 — 16.12.1979                    | [ БС 19 ] [ ГС 78 ] [ НЛ 70 ]   |
| 428   | Мелаше́нко Николай Евгеньевич укр. Мелашенко Микола Євгенович           | 22.02.1944 | пехота       | командир пулемётного расчёта 1118-го стрелкового полка 333-й стрелковой дивизии 6-й армии 3-го Украинского фронта | сержант                                | 01.01.1918 — 19.04.1999                    | [ БС 19 ] [ ГС 79 ] [ НЛ 71 ]   |
| 429   | Мела́щенко Николай Владимирович укр. Мелащенко Микола Володимирович     | 30.10.1943 | пехота       | стрелок 143-го стрелкового полка 106-й стрелковой дивизии 65-й армии Центрального фронта | красноармеец                           | 28.04.1911 — 24.04.1998                    | [ БС 20 ] [ ГС 80 ] [ НЛ 72 ]   |
| 430   | Меле́жик Василий Афанасьевич укр. Мележик Василь Опанасович             | 24.03.1945 | пехота       | стрелок 1-го стрелкового полка 99-й стрелковой дивизии 46-й армии 2-го Украинского фронта | красноармеец                           | 1926 — 03.03.1945                          | [ БС 21 ] [ ГС 81 ] [ НЛ 73 ]   |
| 431   | Меле́нтьев Александр Прокопьевич                                        | 24.03.1945 | пехота       | командир 3-го ударного штурмового стрелкового полка 53-й армии 2-го Украинского фронта | гвардии подполковник                   | 26.07.1915 — 03.06.1945                    | [ БС 21 ] [ ГС 82 ] [ НЛ 74 ]   |
| 432   | Меле́нтьева Мария Владимировна карел. Melentjeva Marija                 | 25.09.1943 | партизан     | активная участница партизанской борьбы в Карелии, связная Центрального комитета коммунистической партии и инструктор Центрального комитета комсомола Карело-Финской ССР                                                                   | —                                      | 25.03.1924 — 02.07.1943                    | [ БС 21 ] [ ГС 83 ] [ НЛ 75 ]   |
| 433   | Мелетя́н Арутюн Рубенович арм. Մելեթյան Հարություն                      | 27.06.1945 | пехота       | командир взвода мотострелкового батальона 17-й гвардейской механизированной бригады 6-го гвардейского механизированного корпуса 4-й танковой армии 1-го Украинского фронта                                                                | гвардии младший лейтенант              | 25.11.1925 — 09.05.1997                    | [ БС 21 ] [ ГС 84 ] [ НЛ 76 ]   |
| 434   | Меле́шко Олег Иванович укр. Мелешко Олег Іванович                       | 15.05.1946 | авиация      | командир звена 20-го гвардейского бомбардировочного авиационного полка 13-й гвардейской бомбардировочной авиационной дивизии 2-го гвардейского бомбардировочного авиационного корпуса 18-й воздушной армии                                | гвардии капитан                        | 22.06.1917 — 28.05.1989                    | [ БС 21 ] [ ГС 85 ] [ НЛ 77 ]   |
| 435   | Меликя́н Хачатур Беглярович арм. Մելիքյան Խաչատուր                      | 05.11.1942 | пехота       | командир батальона 77-го стрелкового полка 227-й стрелковой дивизии 21-й армии Юго-Западного фронта | лейтенант                              | 1911 — 08.01.1942                          | [ БС 22 ] [ ГС 86 ] [ НЛ 78 ]   |
| 436   | Мелконя́н Андрей Хачикович арм. Մելքոնյան Անդրեյ                        | 13.09.1944 | инженер      | командир отделения 11-го гвардейского сапёрного батальона 15-й гвардейской стрелковой дивизии 37-й армии 3-го Украинского фронта | гвардии старший сержант                | 15.04.1915 — 05.12.2003                    | [ БС 23 ] [ ГС 87 ] [ НЛ 79 ]   |
| 437   | Ме́льник Василий Максимович укр. Мельник Василь Максимович              | 27.02.1945 | пехота       | командир батальона 1368-го стрелкового полка 416-й стрелковой дивизии 5-й ударной армии 1-го Белорусского фронта | майор                                  | 12.11.1919 — 08.08.1999                    | [ БС 23 ] [ ГС 88 ] [ НЛ 80 ]   |
| 438   | Ме́льник Михаил Минович укр. Мельник Михайло Минович                    | 17.10.1943 | пехота       | старший адъютант батальона 385-го стрелкового полка 112-й стрелковой дивизии 60-й армии Центрального фронта | старший лейтенант                      | 10.11.1911 — 26.11.1943                    | [ БС 23 ] [ ГС 89 ] [ НЛ 81 ]   |
| 439   | Ме́льник Николай Михайлович                                             | 17.11.1943 | пехота       | помощник командира взвода 1339-го стрелкового полка 318-й стрелковой дивизии 18-й армии Северо-Кавказского фронта | сержант                                | 1918 — 26.11.1943                          | [ БС 23 ] [ ГС 90 ] [ НЛ 82 ]   |
| 440   | Ме́льник Николай Николаевич укр. Мельник Микола Миколайович             | 06.10.1987 | авиация      | лётчик-испытатель Феодосийского филиала ОКБ имени Н. И. Камова, участник ликвидации аварии на Чернобыльской АЭС | —                                      | 17.12.1953 — 28.07.2013                    | ——                              |
| 441   | Мельника́йте Мария Иозовна лит. Melnikaitė Marija                       | 22.03.1944 | партизан     | активная участница партизанской борьбы в Литве и Белоруссии, секретарь Зарасайского подпольного уездного комитета комсомола Литовской ССР, одна из организаторов и боец партизанского отряда имени Кейстутиса                             | —                                      | 18.03.1923 — 13.07.1943                    | ——                              |
| 442   | Ме́льников Александр Иванович                                           | 13.09.1944 | пехота       | стрелок 681-го стрелкового полка 133-й стрелковой дивизии 40-й армии 2-го Украинского фронта | красноармеец                           | 18.12.1900 — 19.10.1944                    | [ БС 23 ] [ ГС 93 ] [ НЛ 83 ]   |
| 443   | Ме́льников Алексей Дмитриевич                                           | 22.02.1944 | пехота       | командир пулемётного отделения 310-го гвардейского стрелкового полка 110-й гвардейской стрелковой дивизии 37-й армии Степного фронта | гвардии старший сержант                | 30.03.1914 — 20.07.1997                    | [ БС 23 ] [ ГС 94 ] [ НЛ 84 ]   |
| 444   | Ме́льников Алексей Иванович                                             | 10.04.1945 | артиллерия   | старший разведчик-наблюдатель взвода управления дивизиона 98-й тяжёлой гаубичной артиллерийской бригады 1-й гвардейской артиллерийской дивизии прорыва РГК в составе 13-й армии 1-го Украинского фронта                                   | красноармеец                           | 14.10.1918 — 06.02.1945                    | [ БС 25 ] [ ГС 95 ] [ НЛ 85 ]   |
| 445   | Ме́льников Анатолий Васильевич укр. Мельников Анатолій Васильович       | 24.03.1945 | танкист      | командир взвода танков Т-34 202-й танковой бригады 19-го танкового корпуса 51-й армии 1-го Прибалтийского фронта | старший лейтенант                      | 03.05.1923 — 22.08.1944                    | [ БС 25 ] [ ГС 96 ] [ НЛ 86 ]   |
| 446   | Ме́льников Анатолий Васильевич                                          | 05.05.1990 | танкист      | командир взвода танков Т-34 379-го отдельного танкового батальона 173-й отдельной танковой бригады 52-й армии 2-го Украинского фронта | младший лейтенант                      | 06.09.1922 — 20.10.2001                    | ——                              |
| 447   | Ме́льников Анатолий Иванович                                            | 24.03.1945 | пехота       | командир пулемётной роты 1343-го стрелкового полка 399-й стрелковой дивизии 48-й армии 1-го Белорусского фронта | старший лейтенант                      | 16.07.1914 — 20.04.1979                    | [ БС 25 ] [ ГС 98 ] [ НЛ 87 ]   |
| 448   | Ме́льников Андрей Александрович бел. Мельнікаў Андрэй Аляксандравіч     | 28.06.1988 | десантники   | пулемётчик 9-й парашютно-десантной роты 345-го гвардейского отдельного парашютно-десантного полка 40-й армии ограниченного контингента советских войск в Афганистане                                                                      | гвардии рядовой                        | 11.04.1968 — 08.01.1988                    | ——                              |
| 449   | Ме́льников Андрей Иосифович бел. Мельнікаў Андрэй Іосіфавіч             | 17.10.1943 | комиссар     | заместитель по политической части командира дивизиона 425-го артиллерийского полка 132-й стрелковой дивизии 60-й армии Центрального фронта                                                                                                | капитан                                | 1914 — 28.10.1943                          | [ БС 25 ] [ ГС 100 ] [ НЛ 88 ]  |
| 450   | Ме́льников Борис Васильевич                                             | 27.06.1945 | авиация      | заместитель командира эскадрильи 143-го гвардейского штурмового авиационного полка 8-й гвардейской штурмовой авиационной дивизии 1-го гвардейского штурмового авиационного корпуса 2-й воздушной армии 1-го Украинского фронта            | гвардии старший лейтенант              | 23.08.1923 — 07.12.1951                    | [ БС 25 ] [ ГС 101 ] [ НЛ 89 ]  |
| 451   | Ме́льников Василий Емельянович                                          | 29.08.1955 | авиация      | командир звена 5-го учебно-тренировочного центра ВВС, участник высокоширотной воздушной экспедиции «Север-6» | майор                                  | 07.03.1917 — 03.09.2000                    | ——                              |
| 452   | Ме́льников Василий Иванович                                             | 16.10.1943 | пехота       | командир роты 109-го стрелкового полка 74-й стрелковой дивизии 13-й армии Центрального фронта | старший лейтенант                      | 01.01.1901 — 04.05.1983                    | [ БС 25 ] [ ГС 103 ] [ НЛ 90 ]  |
| 453   | Ме́льников Виктор Иванович                                              | 13.09.1944 | танкист      | командир роты тяжёлых танков ИС-1 8-го отдельного гвардейского тяжёлого танкового полка прорыва РГК в составе 3-го танкового корпуса 2-й танковой армии 2-го Украинского фронта                                                           | гвардии старший лейтенант              | 09.08.1920 — 11.03.1944                    | [ БС 25 ] [ ГС 104 ] [ НЛ 91 ]  |
| 454   | Ме́льников Иван Семёнович                                               | 29.06.1945 | авиация      | старший лётчик-наблюдатель 98-го гвардейского отдельного разведывательного авиационного полка Главного командования ВВС Красной Армии | гвардии капитан                        | 04.09.1914 — 03.02.1981                    | [ БС 28 ] [ ГС 105 ] [ НЛ 92 ]  |
| 455   | Ме́льников Николай Кириллович                                           | 01.07.1944 | авиация      | командир звена 210-го штурмового авиационного полка 230-й штурмовой авиационной дивизии 4-й воздушной армии в составе Отдельной Приморской армии                                                                                          | лейтенант                              | 10.12.1922 — 13.05.1993                    | [ БС 29 ] [ ГС 106 ] [ НЛ 93 ]  |
| 456   | Ме́льников Николай Никифорович                                          | 09.02.1944 | артиллерия   | командир батареи 328-го гвардейского истребительно-противотанкового артиллерийского полка 9-й гвардейской отдельной истребительно-противотанковой артиллерийской бригады 47-й армии Воронежского фронта                                   | гвардии старший лейтенант              | 08.12.1918 — 30.05.2001                    | [ БС 29 ] [ ГС 107 ] [ НЛ 94 ]  |
| 457   | Ме́льников Николай Павлович                                             | 19.03.1944 | артиллерия   | командир батареи 1248-го истребительно-противотанкового артиллерийского полка РГК в составе 12-й армии Юго-Западный фронт | старший лейтенант                      | 09.12.1922 — 30.05.1995                    | [ БС 29 ] [ ГС 108 ] [ НЛ 95 ]  |
| 458   | Ме́льников Пётр Андреевич                                               | 31.05.1945 | танкист      | командир 1454-го самоходно-артиллерийского полка 11-го гвардейского танкового корпуса 1-й гвардейской танковой армии 1-го Белорусского фронта                                                                                             | гвардии подполковник                   | 12.07.1914 — 19.05.1984                    | [ БС 29 ] [ ГС 109 ] [ НЛ 96 ]  |
| 459   | Ме́льников Семён Алексеевич                                             | 19.04.1945 | пехота       | помощник командира взвода 264-го гвардейского стрелкового полка 87-й гвардейской стрелковой дивизии 43-й армии 3-го Белорусского фронта                                                                                                   | гвардии старшина                       | 14.09.1915 — 13.04.1982                    | [ БС 29 ] [ ГС 110 ] [ НЛ 97 ]  |
| 460   | Ме́льников Семён Иванович                                               | 17.11.1943 | генерал      | член Военного совета 3-й гвардейской танковой армии Воронежского фронта | гвардии генерал-майор танковых войск   | 04.04.1902 — 14.07.1984                    | [ БС 29 ] [ ГС 111 ] [ НЛ 98 ]  |
| 461   | Ме́льников Сергей Фролович                                              | 05.05.1990 | комиссар     | заместитель по политической части командира 155-го гвардейского штурмового авиационного полка 9-й гвардейской штурмовой авиационной дивизии 1-го гвардейского штурмового авиационного корпуса 2-й воздушной армии 1-го Украинского фронта | гвардии подполковник                   | 05.07.1911 — 03.09.1944                    | ——                              |
| 462   | Ме́льников Фёдор Маркович                                               | 17.10.1943 | пехота       | командир роты 1035-го стрелкового полка 280-й стрелковой дивизии 60-й армии Центрального фронта | старший лейтенант                      | 27.03.1919 — 09.04.1944                    | [ БС 30 ] [ ГС 113 ] [ НЛ 99 ]  |
| 463   | Мельниче́нко Иван Александрович укр. Мельниченко Іван Олександрович     | 24.03.1945 | пехота       | командир батальона 492-го стрелкового полка 199-й стрелковой дивизии 49-й армии 2-го Белорусского фронта | капитан                                | 18.11.1918 — 04.07.1944                    | [ БС 31 ] [ ГС 114 ] [ НЛ 100 ] |
| 464   | Мельниче́нко Сергей Илларионович укр. Мельниченко Сергій Іларіонович    | 10.04.1945 | артиллерия   | командир огневого взвода 116-го корпусного пушечного артиллерийского полка 43-го стрелкового корпуса 59-й армии 1-го Украинского фронта                                                                                                   | лейтенант                              | 14.02.1920 — 31.01.1945                    | [ БС 31 ] [ ГС 115 ] [ НЛ 101 ] |
| 465   | Мельно́в Иван Михайлович                                                | 24.03.1945 | пехота       | командир роты 364-го стрелкового полка 139-й стрелковой дивизии 50-й армии 2-го Белорусского фронта | лейтенант                              | 22.01.1924 — 19.07.1944                    | [ БС 31 ] [ ГС 116 ] [ НЛ 102 ] |

| Навигационная таблица | Навигационная таблица              |
| --------------------- | ---------------------------------- |
| «М»                   | Магерамов Мелик — Малка Иван       |
| «М»                   | Малков Георгий — Марков Александр  |
| «М»                   | Марков Алексей — Матросов Алексей  |
| «М»                   | Матросов Вадим — Мельнов Иван      |
| «М»                   | Меляков Василий — Миронов Леонид   |
| «М»                   | Миронов Михаил — Могильчак Иван    |
| «М»                   | Модин Борис — Москалёв Николай     |
| «М»                   | Москаленко Георгий — Мячин Василий |